# Andrzej Daniewicz
Andrzej Daniewicz (ur. 20 kwietnia 1968) – polski ksiądz pallotyn, gitarzysta, pianista i wokalista; absolwent Wydziału Kompozycji, Interpretacji, Edukacji i Jazzu Akademii Muzycznej w Katowicach. Autor trzech płyt solowych, jednej z grupą Silence i czterech z grupą La Pallotina, której jest liderem.
Mieszka w Warszawie przy parafii na ul. Skaryszewskiej.
Związany z ruchem oazowym, był autorem muzyki do tzw. piosenek roku w latach 1996, 1997, 1999 i 2006.
Jest duszpasterzem środowisk twórczych.

## Dyskografia
- 1995 – Z tamtej strony drzwi (Wydawnictwo Królowa Apostołów)
- 1998 – Trasa wokół Słońca (Deo Recordings)
- 2004 (z grupą Silence) – Jesteś blisko, jesteś wszystko (Deo Recordings)
- 2007 – Gorzkie żale
- 2008 (z grupą La Pallotina) – Pusty plac (vivisound)
- 2010 (z grupą La Pallotina) – Urodzisz się od nowa (vivisound)
- 2013 (z grupą La Pallotina) – Alter[2]
- 2018 (z grupą La Pallotina) – Miłość nad Wisłą[3]